# 髙橋次郎
髙橋 次郎（たかはし じろう、1967年8月19日 - ）は、日本の政治家、政治記者。元参議院議員 (1期)。

## 来歴
埼玉県大宮市（現在のさいたま市見沼区）出身。
創価大学を卒業後、公明新聞写真部副部長、公明党北関東方面青年局次長、公明新聞グラフ編集部長などを歴任。
第45回衆議院議員総選挙に公明党から比例北関東ブロック単独4位で立候補し落選。
2019年7月21日執行の第25回参議院議員通常選挙に公明党から比例代表より立候補し、7,577票を獲得したが党内得票順8位（1位から7位まで当選）で落選。
2024年10月15日、第50回衆議院議員総選挙に山本香苗が立候補したことにより、公職選挙法規定により参議院議員を退職（自動失職）となり、後に繰上補充を決める選挙会で次点者である高橋の繰上当選が決定し、同月22日に官報で告示された。
2025年6月26日、第27回参議院議員通常選挙に公明党から比例代表より立候補することが発表された。投開票の結果、6,781票を獲得したが党内得票順11位（1位から4位まで当選）で落選。

## 選挙歴
| 当落 | 選挙                     | 執行日         | 年齢 | 選挙区             | 政党   | 得票数 | 得票率 | 定数 | 得票順位 /候補者数 | 政党内比例順位 /政党当選者数 |
| ---- | ------------------------ | -------------- | ---- | ------------------ | ------ | ------ | ------ | ---- | ------------------ | ---------------------------- |
| 落   | 第45回衆議院議員総選挙   | 2009年08月30日 | 42   | 比例北関東ブロック | 公明党 | ーー票 | ーー   | 20   | /                  | 4/2                          |
| 繰当 | 第25回参議院議員通常選挙 | 2019年07月21日 | 51   | 参議院比例区       | 公明党 | 7577票 | 0.11%  | 50   | 8/17               | 8/7                          |
| 落   | 第27回参議院議員通常選挙 | 2025年07月20日 | 57   | 参議院比例区       | 公明党 | 6781票 |        | 50   | 11/17              | 11/4                         |